# 広島湾

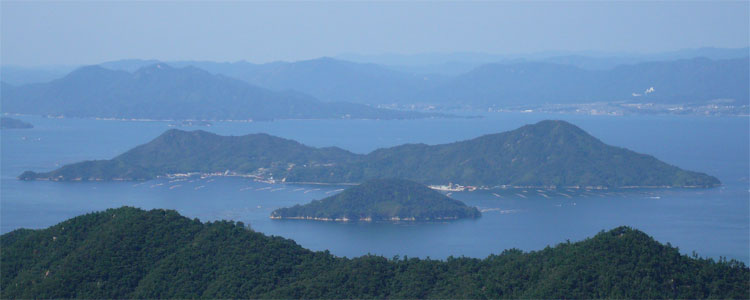
広島湾・似島

厳島獅子岩展望台（弥山）から東方向を望む。

広島湾（ひろしまわん）は、広島県の南岸に位置する瀬戸内海の湾である。世界遺産の厳島神社（日本三景では安芸の宮島）の存在でも知られる。

## 地理など

### 領域
国土交通省中国整備局などからなる「広島湾再生プロジェクト」によると、広島湾は流域の面積が3,743平方キロメートル、海域の面積が1,043平方キロメートルの閉鎖性海域であり、大きく北部海域と南部海域に大別される。。北部は宮島・厳島と能美島（江田島）とを結ぶ線、早瀬瀬戸（能美島 - 倉橋島）から北を指す。南部は山口県の屋代島から北、倉橋島と愛媛県の怒和島とを結ぶ線の西としている。東の安芸灘（または斎灘）とは音戸の瀬戸（音戸ノ瀬戸）と、先述の倉橋島から怒和島とを結ぶ線で分かれる。
南部については「安芸灘」（の一部）と呼ばれることもある。

### 地形
能美島など大きい島のほか、多数の小島があり、一部がリアス式海岸である。江田島湾など奥に深く入り込んだ湾も存在する。

### 流入河川
太田川、瀬野川、八幡川、小瀬川、錦川　など

## 沿岸地域の利用
- 瀬戸内工業地域に位置し、自動車製造・造船・鉄鋼業[注釈 2]が盛んで、広島港では、工業原料の輸入、製品の輸出が行われる。

### 湾岸都市
東から反時計回りに
広島県
- 呉市　鉄鋼（日本製鉄）・造船
- 安芸郡
  - 坂町
  - 海田町
- 広島市安芸区
- 安芸郡府中町　自動車工業（マツダ株式会社）
- 広島市　自動車工業（府中町と同じ）　政令指定都市
  - 南区
  - 中区
  - 西区
  - 佐伯区
- 廿日市市
- 大竹市

山口県
- 玖珂郡和木町
- 岩国市　石油化学工業（休止中）

広島湾の中にある都市
- 江田島市

## 海域利用

### 水産
- カキの養殖が盛んで全国有数の産地である。「広島湾七大海の幸普及推進実行委員会」（沿岸自治体（広島市、呉市、江田島市、廿日市市、大竹市、坂町）、市場関係者、漁協で構成）では、カキを含めた代表的な魚介類７種（メバル、コイワシ、オニオコゼ、アサリ、クロダイ、カキ、アナゴ）を「広島湾七大海の幸」と名付け、普及と消費拡大を図っている[2]。

## 島
- 金輪島
- 峠島
- 似島
- 津久根島
- 絵の島
- 大奈佐美島
- 小黒神島
- 能美島　江田島市役所在所
  - 東能美島
  - 西能美島 東能美島と地続き
- 江田島 東能美島と地続き
- 大黒神島
- 倉橋島
- 情島
- 阿多田島
- 猪子島
- 厳島（宮島）　世界遺産在所
- 長島
- 沖野島
- 甲島